# ボルジョミ・バクリアニ狭軌鉄道
ボルジョミ・バクリアニ狭軌鉄道は、全長37.2km、軌間900mmの狭軌鉄道で、ジョージアのボルジョミとバクリアニの2つの街を結んでいる。

## 概要
この鉄道は、バクリアニのミネラルウォーターを求める観光客のために、1898年から1901年にかけて敷設された。この山がちの地形を通る路線は、1966年に直流1500Vの架空電車線方式で電化された。電化以後は蒸気機関車に代わり、この路線のために設計されたЧС11型電気機関車が使用されるようになった。この鉄道では旅客列車が定期運転されている。貨物列車は、1991年以前は、バクリアニで採掘される安山岩の輸送のために運転されていたが、ソビエト連邦が崩壊してからは、安山岩の鉱山は廃鉱となった。主として、この鉄道は列車の窓を開けて山の景色を楽しもうとする観光客に利用されているが、バカンスの季節が過ぎると、地元民のための交通機関となる。ボルジョミとバクリアニの間の所要時間は2時間から2時間半で、勾配区間を上下するので、このような時間を要している。

## ЧС11型電気機関車
ЧС11型 (ローマ字転記 : ChS) はチェコスロバキア (当時) のシュコダ社の工場で、産業用機関車の設計を基本に1966年に12両が製造された。4軸で、凸型車体を持つ。1両は箱型車体に改造されたが、運転室は車体中央のままで、不便だったため、乗務員に受け入れられなかった。2010年現在、6両が現存し、うち3両は予備車である。

## 映画で描かれたボルジョミ・バクリアニ狭軌鉄道
- 嘆くな!  (Не горюй!（ロシア語）) - 1969年ソビエト、ゲオルギー・ダネリア監督